# Ape, Beck & Brinkmann
Ape, Beck & Brinkmann, kurz ABB, war eine 1979 gegründete Folk-Rock-Gruppe aus Dortmund.

## Bandgeschichte
Ape, Beck & Brinkmann wurde 1979 von Fred Ape, Klaus Beck, Peter Brinkmann und dem Tontechniker Klaus-Werner Wollnowski gegründet. Die Gruppe wurde schnell zum Aushängeschild der alternativen deutschen Folk-Rockszene. Später wurden ABB durch Rudi Mika und Klaus Heidrich erweitert.
Der Schwerpunkt von ABB lag in deutschen, kritischen Texten. Die Texte stammten hauptsächlich von Fred Ape.
Der Song Rauchzeichen (1979) wurde mit über 100.000 Pressungen zum heimlichen Hit. Dieses Lied findet sich heute als eines der bekanntesten Umweltlieder in Schulbüchern wieder. Der Text basiert auf der als „Weissagung der Cree“ bekannt gewordenen Prophezeiung, dass die Menschheit erst dann feststellen wird, dass man Geld nicht essen kann, wenn die Natur vollständig zerstört ist. Rauchzeichen wurde im gleichen Jahr auch von der befreundeten Band Cochise auf ihrem ersten und ebenfalls Rauchzeichen genannten Album veröffentlicht, mit einem von Pit Budde komponierten Intro.
Am 19. Dezember 1987 gab ABB vor 1800 Fans im „Pädagogischen Zentrum (PZ) Hombruch“ in Dortmund ihr Abschiedskonzert.
In den Jahren 1997 bis 1999 kam es dann wieder zu circa 30 Konzerten von ABB. Im Oktober 1999 starb der Sänger von ABB, Peter Brinkmann, an akutem Herzversagen.
Fred Ape stand auch später noch als Solokünstler auf der Bühne, unter anderem 2009 und 2011 bei Songs an einem Sommerabend.
Ende 2019 starb Klaus-Werner Wollnowski mit 66 Jahren. Am 9. November 2020 starb Fred Ape im Alter von 67 Jahren, einen Monat nachdem er seine neue CD Bedingungslos veröffentlicht hatte.
Am 9. August 2023 wurde der Fred-Ape-Weg am Cabaret Queue in Dortmund-Hörde eingeweiht.

## Diskografie
- Im Lauf der Woche (LP, 1980, Atelier im Bauernhaus)
- Regenbogenland (LP, 1982, Folkfreak)
- Die Träumer sind die ersten (LP, 1984, Folkfreak)
- Wilde Motive (LP, 1986, Wunschklang)
- Vom Folk zum Rock – „25 Jahre Musikgeschichte in Dortmund“ (Live-Sampler vom 30./31. Januar 1986 im FHH; Pläne)
- Die Wahrheit über ABB	(Doppel-LP, 1988, Wunschklang)
- Erinnerungen an die Zukunft (CD, 1993, Wunschklang)

Die LPs sind nur noch gebraucht auf dem Sammlermarkt erhältlich (und sehr selten wegen der meist geringen Auflagen), die CD wurde am 17. März 2003 wieder aufgelegt.
CD herausgegeben von Fred Ape gemeinsam mit Guntmar Feuerstein:
- Da steckt doch irgendwas dahinter / Es lebe der König / Abschied (CD, 2011, ruhrfolk 4008, LC 09317)